# Externe oplaadbare batterij

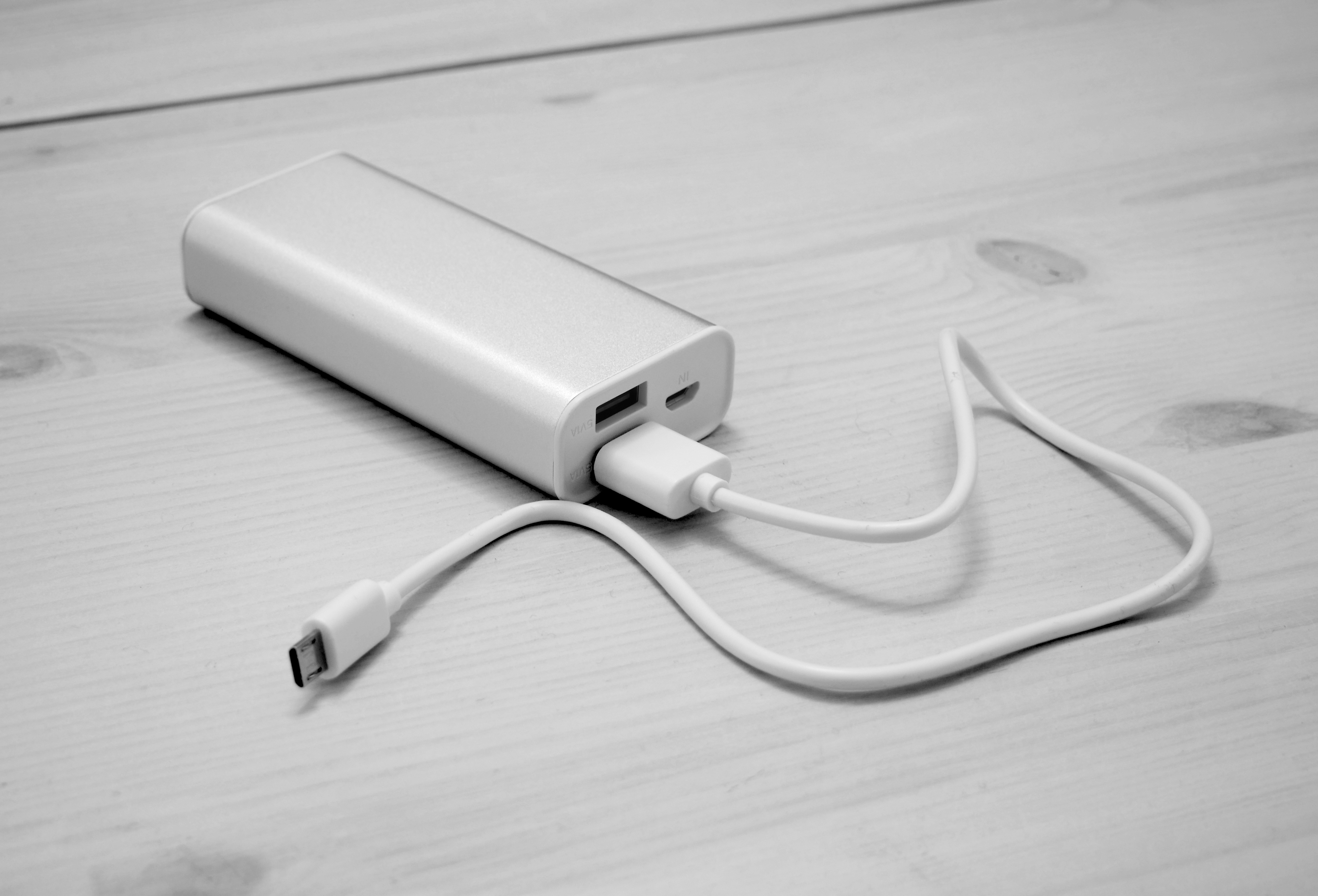
Een klein formaat powerbank met de gebruikelijke micro-USB-ingang en twee USB-A-uitgangen

Een externe oplaadbare batterij of powerbank (Engels: power bank) is een apparaat dat bestaat uit een oplaadbare batterij en wat regelelectronica, waarmee een ander apparaat gevoed of geladen kan worden. Powerbanks worden vooral gebruikt om smartphones te laden op plaatsen waar geen netspanning of andere vorm van voeding beschikbaar is. Ook is een powerbank handig als onderdeel van een noodpakket, zodat telefoons die bijna leeg zijn ook kunnen worden opgeladen tijdens een stroomstoring. Op deze manier kan dan ook op het internet worden gekeken voor updates van de situatie en blijft ook bellen mogelijk. Het is dan wel belangrijk dat de powerbank onder normale omstandigheden regelmatig wordt opgeladen.
Dankzij de brede ondersteuning voor het laden van smartphones op basis van de gemeenschappelijke externe voeding zijn powerbanks nu zo goed als altijd voorzien van een micro-USB-poort voor het laden, en een of meer USB-A-poorten voor het leveren van lading. Ze kunnen daardoor met alle moderne USB-laders, smartphones en andere apparatuur met USB-aansluiting gebruikt worden.
Sommige powerbanks zijn in staat om tegelijkertijd lading op te nemen via de ingang en lading af te geven via de uitgang. Een eventueel overschot wordt dan opgeslagen in de interne batterij, en een eventueel tekort wordt aangevuld uit de interne batterij. Dit geldt met name voor gespecialiseerde powerbanks die bijvoorbeeld door fietsers worden gebruikt. Deze moeten in staat zijn de onregelmatige toevoer van stroom van de dynamo op te nemen en deze continu af te geven aan de gebruiker(s). Er zijn echter ook powerbanks die de stroomafgifte automatisch onderbreken wanneer ze zelf op een lader zijn aangesloten. Dit wordt niet altijd door de fabrikant of verkoper vermeld.
Sommige powerbanks zijn voorzien van zonnecellen om (een klein beetje) bij te laden als de zon schijnt. Deze zijn ideaal voor gebruik op de camping.
Verreweg de meeste powerbanks zijn van Chinese makelij. Enkele merken die positief worden beoordeeld in recensies zijn Anker, Xiaomi, Aukey, RAVPower en Poweradd.